# Leuggelbach

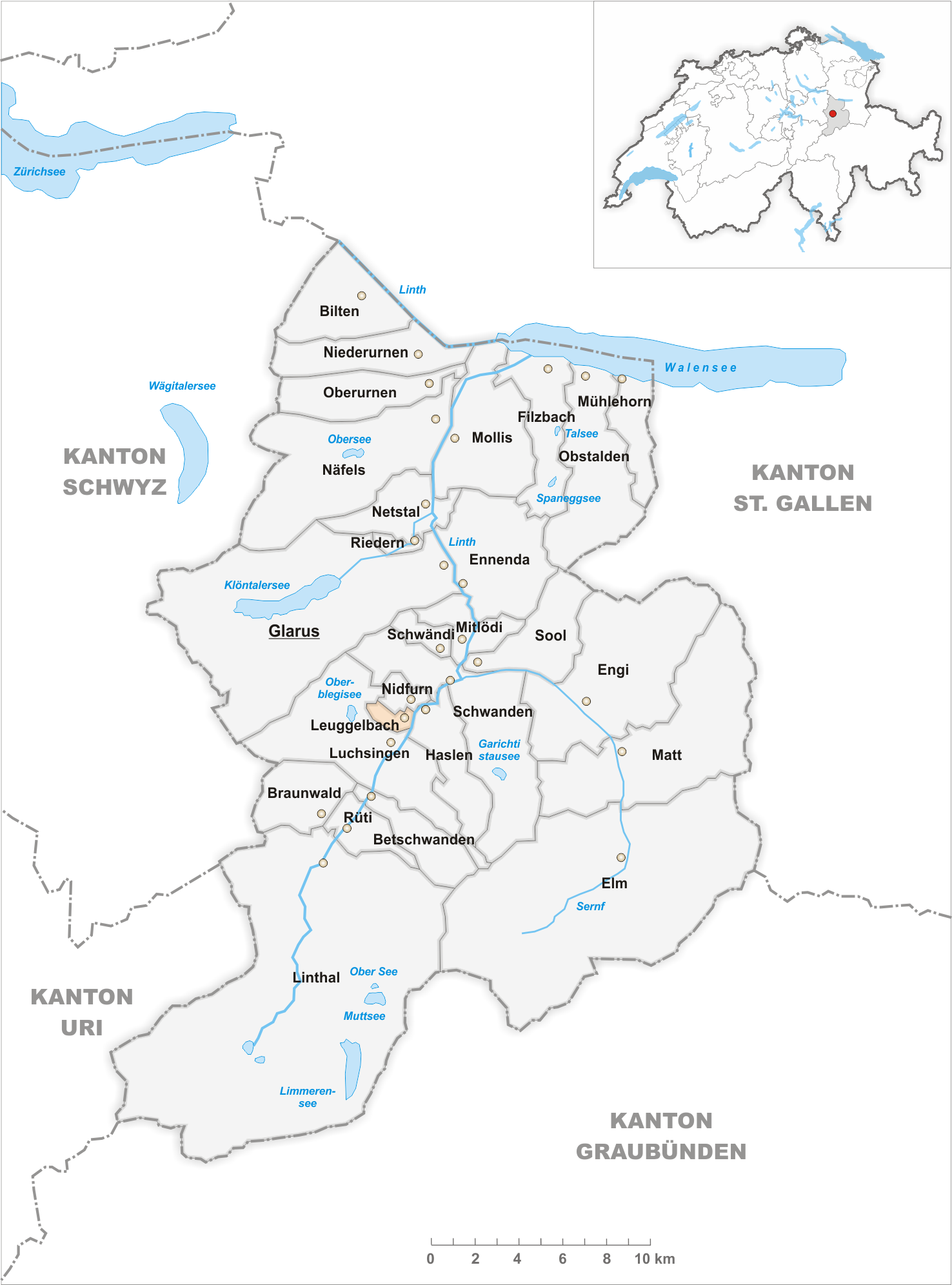
Gemeindestand vor der Fusion am 1. Juli 2006

Leuggelbach ist eine Ortschaft, die seit dem 1. Januar 2011 zur Gemeinde Glarus Süd im Schweizer Kanton Glarus gehört. Bis zum 1. Juli 2006 bildete Leuggelbach eine selbständige Ortsgemeinde, anschliessend gehörte sie für viereinhalb Jahre zur Ortsgemeinde Haslen. Das Dorf Haslen und damit auch Leuggelbach wurden im Rahmen der Glarner Gemeindereform auf den 1. Januar 2011 mit den Gemeinden Betschwanden, Braunwald, Elm, Engi, Linthal, Luchsingen, Matt, Mitlödi, Rüti (GL), Schwanden (GL), Schwändi und Soolzur neuen Gemeinde Glarus Süd zusammengelegt.

## Geographie
Das Dorf entwickelte sich vorwiegend entlang der Hauptstrasse, auf der linken Seite des Glarner Grosstals zwischen Luchsingen und Nidfurn. Der Leuggelbach fliesst, vom Leuggelenstock herkommend, über einen Wasserfall auf die Talsohle. Dort entstand im Güetli ein Moorgebiet, das einzige in der Talebene des Glarnerlands. Von der einstigen Gemeindefläche sind 39,4 % landwirtschaftliche Nutzflächen, 50,9 % sind Wald, 4,6 % sind Siedlungsfläche, und 5,1 % sind unproduktiv.

## Bevölkerung
| Jahr      | 1837 | 1870 | 1900 | 1950 | 2000 | 2003 | 2005 | 2020 |
| Einwohner | 203  | 262  | 199  | 194  | 184  | 174  | 171  | 154  |

## Geschichte
Leuggelbach wurde 1359 als Löckelbach erstmals urkundlich erwähnt.
Bis 1772 war Leuggelbach nach Schwanden kirchgenössig, später teilweise nach Luchsingen. Erst durch den Teilungsvertrag von 1868 wurde Leuggelbach eine selbständige Ortsgemeinde.
Ab Mitte des 19. Jahrhunderts gab es in Leuggelbach einen wirtschaftlichen Aufschwung, als Daniel Jenny-Oertli am Leuggelbach eine Weberei einrichtete. 1864 übernahm die Molliser Firma Gallatin & Cie. das Areal und baute eine Druckfabrik. Seit 1933 beheimaten deren Liegenschaften eine Lack- und Farbenfabrik.
Per 1. Juli 2006 wurde die Ortsgemeinde Leuggelbach, zusammen mit der Ortsgemeinde Nidfurn, mit der Ortsgemeinde Haslen verschmolzen. Seit Anfang 2011 gehören alle diese Ortschaften zur neu gebildeten Gemeinde Glarus Süd.

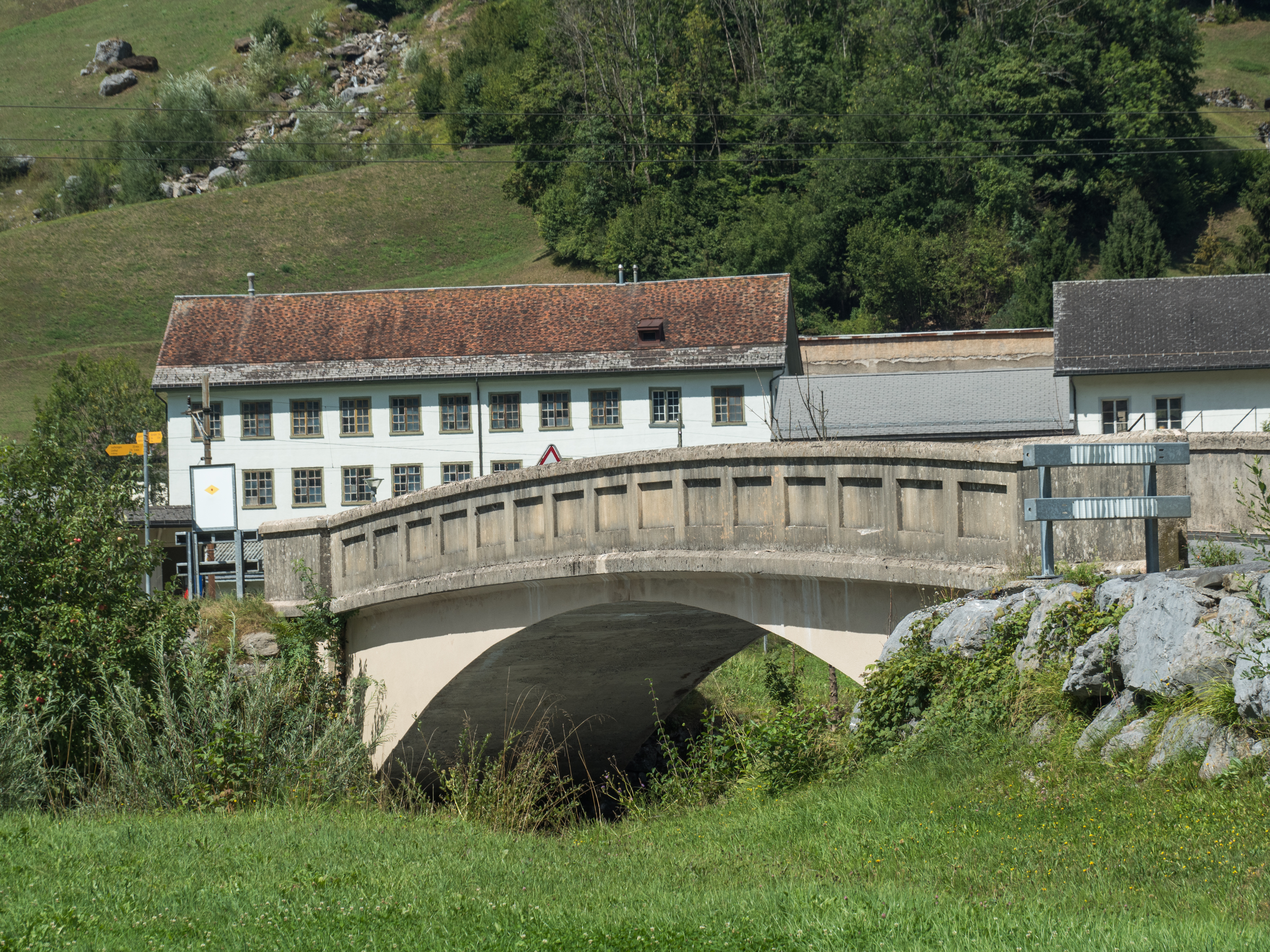
Linthbrücke zwischen Leuggelbach und Haslen
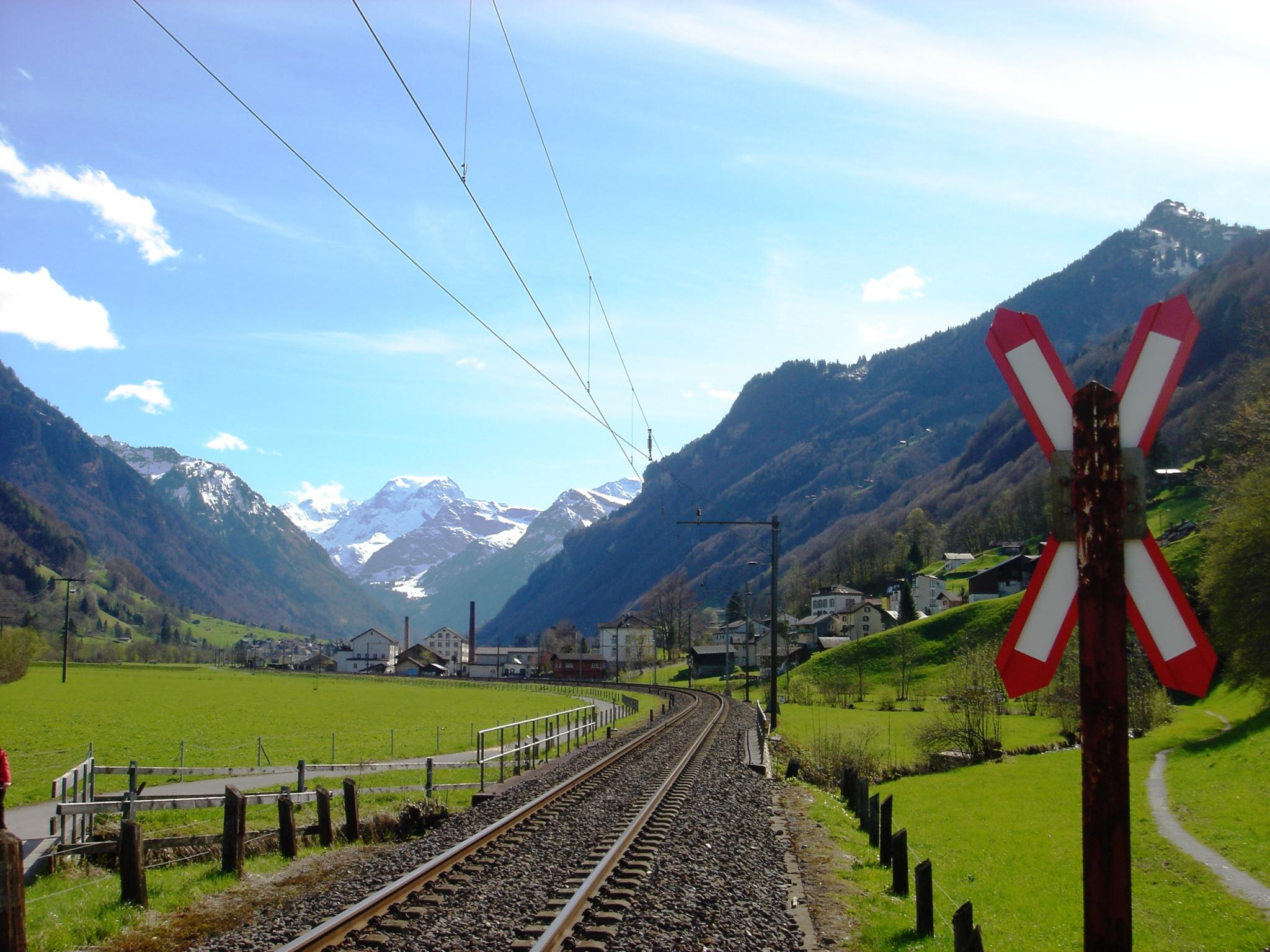
Bahnlinie bei Leuggelbach
Historisches Luftbild (zwischen 1918 und 1937) aufgenommen von Walter Mittelholzer

## Persönlichkeiten
- Marco Huser (* 1979), Snowboarder